# Acmariu
L'Acmariu est une rivière de Roumanie, tributaire du Mureș et sous-affluent du Danube.

## Sources
- Administrația Națională Apelor Române - Cadastrul Apelor - București
- Institutul de Meteorologie și Hidrologie - Rîurile României - București 1971
- Trasee turistice - Județul Alba e-calauza.ro

## Cartes
- Harta județului Alba[1]
- Harta munților Apuseni[2]